# Amegilla nigricornis
Amegilla nigricornis là một loài Hymenoptera trong họ Apidae. Loài này được Morawitz mô tả khoa học năm 1873.